# جنیفر بیلینگزلی
جنیفر بیلینگزلی (به انگلیسی: Jennifer Billingsley) بازیگر سابق آمریکایی است.
از کارهای معروف او می‌توان به بازی در فیلم رعد و برق سفید اشاره کرد.